# Хопеш

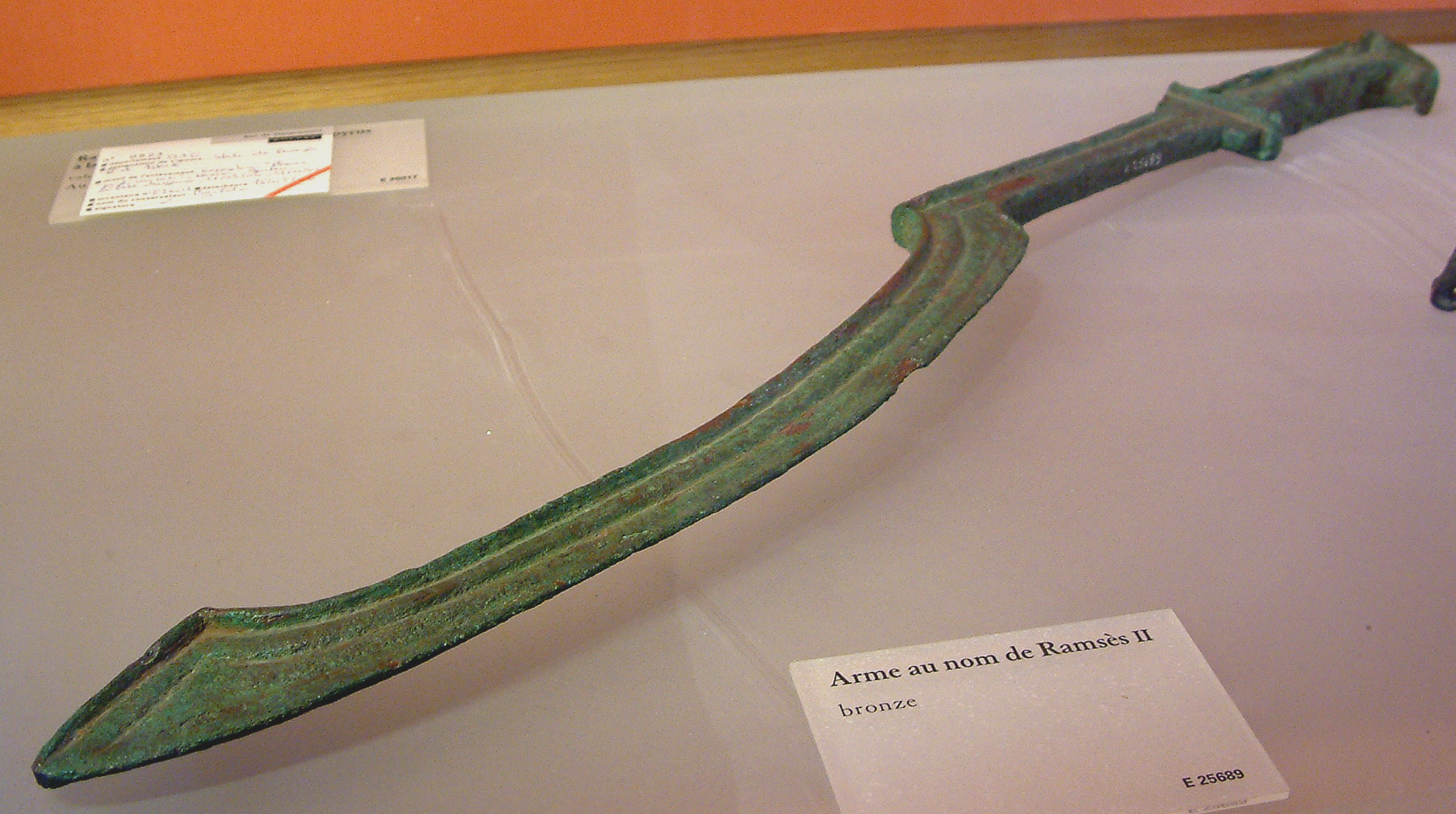
Бронзовый хопеш времён Рамсеса II. Лувр

Хопе́ш, кхопе́ш (слово обозначало переднюю ногу животного) — разновидность холодного оружия, применявшаяся в Древнем Египте. Хопеш имел внешнее сходство с серпом, с заточкой на выпуклой стороне клинка. Существует мнение, что происходило это оружие от более древнего шумерского аналога. Состоял из серповидной рубяще-режущей части (полукруглого клинка) и рукояти.

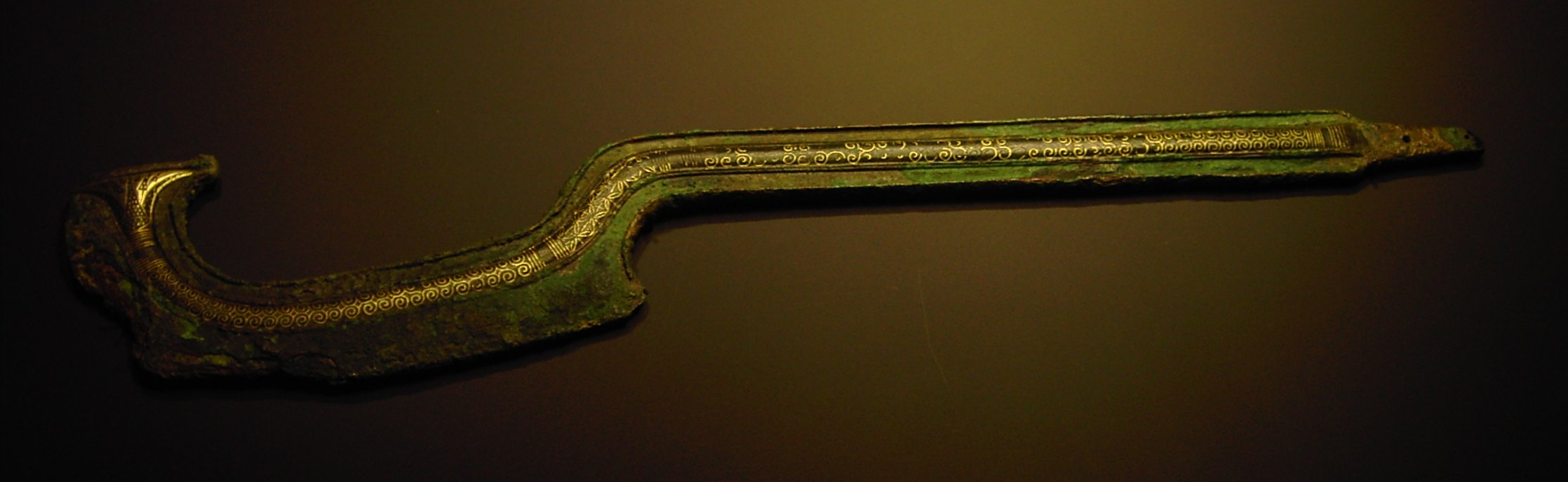
Хопеш из Сихема (Наблус), ок. 1750 года до н. э. Государственное собрание египетского искусства, Мюнхен, ФРГ

Это оружие широко применялось в ближневосточных войнах древности. В Египте XVIII Династии (около 1600 года до н. э.) использовали новые технологии оружия, заимствованные у гиксосов, включая общую форму «меча-серпа». Длина хопеша составляла 50-60 см, хотя существовали и меньшие по размеру экземпляры. Клинок мог иметь как внешнюю, так и двойную заточку. Иногда ближняя к рукояти часть клинка имела внешнюю заточку, а дальняя — внутреннюю. Основной рубящей частью являлась внешняя выгнутая серповидная часть клинка.
В техническом аспекте хопеш отличался высокой пробивной способностью. Вес этого оружия (до 2 кг) и уникальная форма позволяли древнеегипетским воинам варьировать стиль атаки в зависимости от условий. Проще говоря, им можно было не только рубить, а также, при особой сноровке, колоть. Имевший форму полумесяца хопеш не являлся мечом (который появился из кинжала) в собственном смысле. Он в большей степени происходил от боевых топоров. Однако, в отличие от своего прародителя, хопеш оставлял не столько порубы, сколько раны, схожие с сабельными.
Хопеш стал настоящим символом Нового царства. Различные фараоны изображались с хопешем. Древние египтяне славились своим церемониалом, а потому подобное оружие часто можно было найти в гробницах, в частности, у Тутанхамона (KV62).
Хопеш в Древнем Египте был оружием искусных бойцов и элитных военных подразделений. Существует предположение, что незаточенные хопеши, также найденные в захоронениях, имели церемониальный статус.
Это оружие вышло из использования около 1300 года до н. э.
Существует мнение, что форма хопеша повлияла на форму таких видов оружия как ближневосточный копис, непальский нож кхукри, турецкий ятаган, русский подсаадачный нож и ряд других видов как клинкового, так и древкового оружия.
Позднее в Африке появилось похожее орудие, только уже для обрядов(нгала).